# Ofek
Ofek, anche traslitterato come Offek o Ofeq (ebraico אופק, "orizzonte"), è la designazione di una serie di satelliti da ricognizione israeliani. Tutti gli Ofek sono stati lanciati dal razzo vettore Shavit dalla base aerea di Palmachim, in Israele, sulle coste del Mediterraneo.
Questi satelliti in orbita bassa effettuano un'orbita ogni 90 minuti. Questi satelliti permettono a Israele di essere uno dei paesi con la capacità di lanciare satelliti nello spazio, dopo Stati Uniti, Russia, Francia, Regno Unito, Giappone, Italia, Cina e India. Sia i satelliti che veicoli di lancio sono progettati e fabbricati da Israel Aerospace Industries (IAI).